# French Connection II
The French Connection er en amerikansk film fra 1975 instrueret af John Frankenheimer. Den er efterfølgeren til The French Connection fra 1971.
Filmens hovedrolle spilles af Gene Hackman.